# Ana Debelić
Ana Debelić, née le 9 janvier 1994 à Rijeka, est une handballeuse internationale croate. Elle évolue au poste de pivot.

## Palmarès

### En clubs
compétitions internationales
- vainqueur de la Ligue des champions en 2022 et 2023 (avec Vipers Kristiansand)

compétitions nationales
- vainqueur du Championnat de Croatie : 2014, 2017, 2018, 2019
- vainqueur de la coupe de Croatie en 2014, 2017, 2019
- vainqueur du Championnat de Norvège en 2022, 2023
- vainqueur de la coupe de Norvège en 2022, 2023

### En équipe nationale
Championnats d'Europe
- 16e place au Championnat d'Europe 2016
- 16e place au Championnat d'Europe 2018
- Médaille de bronze au Championnat d'Europe 2020
- 10e place au Championnat d'Europe 2022

Championnats du monde
- 18e place au Championnat du monde 2021

### Distinctions individuelles
- Élue meilleure pivot du Championnat d'Europe 2020
- Élue handballeuse croate de l'année en 2021 et 2022